# Heberto Padilla
Heberto Padilla (ur. 20 stycznia 1932 w Puerta de Golpe, zm. 25 września 2000 w Auburn) – kubański poeta i profesor.

## Biogram
Dziennikarstwo studiował w Hawanie, a nauki humanistyczne i językowe na różnych uczelniach zagranicznych. Władał biegle językami: angielskim, francuskim, greckim, niemieckim, rosyjskim i włoskim. Pracował jako nauczyciel języka angielskiego i komentator radiowy w Miami (1956–1959). W 1959 wyjechał do Nowego Jorku, aby pracować jako nauczyciel i tłumacz w szkołach językowych Berlitz. Na prośbę przyjaciół i kolegów intelektualistów wrócił na Kubę w tym samym roku. Był korespondentem „Prensa Latina” w Londynie i gazety „Prawda” w Moskwie, współpracował także z oficjalnym organem National Union of Writers and Artists of Cuba i magazynem „Unión”. Pełnił również funkcję dyrektora CUBARTIMPEX, organizacji zajmującej się selekcją książek zagranicznych, oraz pracował w departamencie rozbudowy Uniwersytetu w Hawanie. 20 marca 1971 został aresztowany przez komunistyczne władze i osadzony w więzieniu za swoją książkę Fuera del juego (1968).

## Twórczość
- Las rosas audaces (1949),
- El justo tiempo humano (1962),
- El buscavidas (Oszust, 1963),  powieść
- Fuera del juego, książka zdobyła nagrodę „Julián del Casal” w konkursie UNEAC w 1968
- Provocaciones (Prowokacje, 1973),
- El hombre junto al mar (1981),
- En mi jardín pastan los héroes (Bohaterowie pasą się w moim ogrodzie, 1986), powieść
- La mala memoria (Zła pamięć, 1989), esej autobiograficzny
- Un puente, una casa de piedra (Most, dom z kamienia, 1998)[1].